# Sindemia
Sindemia caracteriza a interação mutuamente agravante entre problemas de saúde em populações em seu contexto social e econômico. O conceito foi cunhado por Merrill Singer a partir de estudo sobre o entrelaçamento entre a síndrome da imunodeficiência adquirida e a violência em cidades estadunidenses. Problemas de saúde e sociais se agrupam em comorbidade crescente a partir de fatores sociais, psicológicos e biológicos, embora os agravos à saúde sejam enfermidades crônicas não transmissíveis.

## Sindemia global da fome, obesidade e mudanças climáticas
No início de 2019, o relatório "A Sindemia Global da Obesidade, da Desnutrição e das Mudanças Climáticas" foi lançado pela Comissão de Obesidade do periódico The Lancet na Conferência PMAC 2019, realizada na Tailândia. O relatório denominou de "sindemia global" a combinação sinérgica entre pandemias da fome, da obesidade e da mudança climática, as três decorrentes, principalmente, do sistema agroalimentar global. Nessa sindemia global, problemas de saúde pública que coexistem na maioria dos países do mundo atualmente combinam-se sinérgicamente e são produzidas consequências tanto para a saúde humana quanto para o meio ambiente.
A desnutrição, a obesidade e as mudanças climáticas, quando combinadas, constituem uma sindemia visto que coexistem no tempo e espaço, bem como compartilham determinantes, como aqueles presentes nos sistemas de alimentação, transporte, desenho urbano e uso do solo. Os fatores que compõem tal sindemia global ainda interagem entre si, produzindo sequelas complexas.
As pandemias de desnutrição e obesidade são formas da má nutrição, que também inclui carências nutricionais específicas, sobrepeso e doenças crônicas não transmissíveis. Há um amplo reconhecimento de que o sistema agroalimentar global impulsiona a má nutrição, além de ser um dos principais contribuintes para mudanças climáticas, uso da terra, poluição da água e do ar — gerando cerca de 25 — 30% das emissões de gases do efeito estufa, sendo a produção de gado a principal responsável pelas emissões.

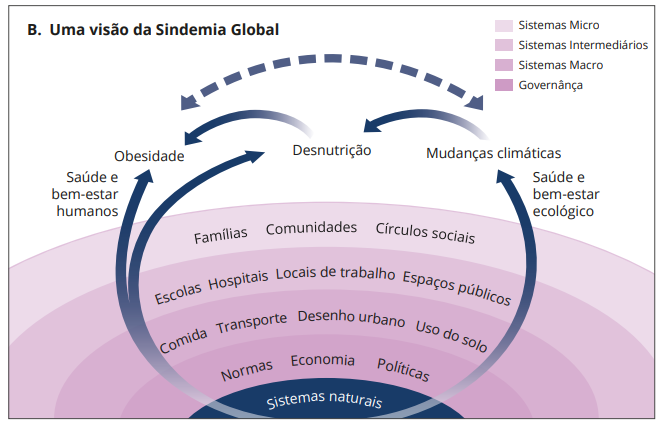
Esquema das interações na sindemia global de obesidade, desnutrição e mudanças climáticas

Sistemas alimentares são formados por um conjunto de fatores do processo alimentar, desde as etapas de produção, processamento e distribuição até o consumo de alimentos e o seu impacto socioeconômico e ambiental. Contribuem no desdobramento de adversidades climáticas e ambientais da mesma forma que são, também, afetados por estas.
Considera-se um sistema alimentar sustentável aquele que, além de reconhecer o acesso à alimentação como direito fundamental, possui a capacidade de manter-se por longo prazo sem comprometer ecossistemas, economias e a segurança alimentar e nutricional dos indivíduos.
Os sistemas alimentares dominantes possuem íntima relação com o padrão de consumo alimentar dos indivíduos. Do mesmo modo que o sistema alimentar disponibiliza os alimentos para o consumo, compondo a dieta e as preferências alimentares, estas criam demandas que direcionam os sistemas alimentares. Assim, as preferências alimentares são responsáveis por guiar o processo de produção, fomentando um sistema alimentar específico.
O sistema alimentar dominante decorre de escolhas políticas e econômicas, que moldam os sistemas naturais e resultam nas pandemias de obesidade, de desnutrição e de mudanças climáticas predominantes em todo o mundo. A interação simultânea dos fatores que constituem a sindemia global tem como efeito a influência mútua entre eles. Eventos climáticos podem, por exemplo, afetar a agricultura e a segurança alimentar de uma ou mais populações. Da mesma forma, a desnutrição na infância está associada a maior risco de incidência de obesidade e doenças crônicas não transmissíveis na idade adulta.
No Brasil, de acordo com a Pesquisa de Orçamentos Familiares (POF) realizada nos anos de 2017 e 2018, 4,9% da população (10,3 milhões de pessoas) viviam sob condições de insegurança alimentar grave. Paralelamente, dados da Pesquisa Nacional de Saúde (PNS) realizada em 2019 mostram que 25,9% da população acima de 18 anos (41,2 milhões de pessoas) estavam obesas. A associação entre má nutrição e alimentação não saudável culminam no avanço das Doenças Crônicas Não Transmissíveis (DCNT) e resultam em impacto socioeconômico negativo, através de gastos despendidos com sistemas de saúde (no caso, o Sistema Único de Saúde, SUS) que são sobrecarregados pelas duas vias. Além disso, a insustentabilidade do sistema de produção de alimentos atual está intimamente ligada à emissão de gases de efeito estufa, que contribuem diretamente para as mudanças climáticas.

## Pandemia de COVID-19 como sindemia
Em setembro de 2020, durante a pandemia por COVID-19, Richard Horton, editor-chefe do The Lancet, publicou um comentário neste periódico dizendo que a vulnerabilidade dos cidadãos a esta doença permitia concluir que o surgimento de um tratamento ou vacina protetora, por mais eficaz, falharia. Esta vulnerabilidade era observada entre os mais idosos, em pessoas de comunidades étnicas negras, asiáticas e minoritárias, e em trabalhadores que eram comumente mal pagos e recebiam menos proteções de bem-estar. O pesquisador argumentou que o avanço da COVID-19 deveria ser entendido então como uma sindemia, e a busca por uma solução para a doença não deveria ser puramente biomédica, mas seria necessária maior atenção às doenças não transmissíveis (DNT) e à desigualdade socioeconômica.
Horton observou grande interação entre a infecção pelo SARS-CoV-2 e DNT em populações específicas, de modo que combater a COVID-19 implicava em também combater a hipertensão, a obesidade, a diabetes, as doenças cardiovasculares, as doenças respiratórias crônicas e o câncer. Entretanto, as DNT são uma causa negligenciada de problemas de saúde nos países mais pobres. Em conclusão, Horton afirmou que a menos que os governos elaborassem políticas e programas para reverter suas profundas desigualdades sociais e econômicas, incluindo os países desenvolvidos, o mundo nunca estaria verdadeiramente protegido da COVID-19.